# Gusz Dan
Gusz Dan (hebr. גוש דן) – obszar metropolitalny w Izraelu, obejmujący dzielnice Tel Awiwu, sąsiednie miasta Dystryktu Tel Awiwu, jak i Dystryktu Centralnego. Jest on położony na wybrzeżu Morza Śródziemnego. Stanowi największy wielkomiejski obszar w Izraelu, z populacją oszacowaną na około 3 870 000 mieszkańców.

## Historia
Nazwa Gusz Dan oznacza Blok Dan i określa obszar, który w historii był terenami plemienia Dan w Starożytnym Izraelu. Zgodnie z biblijnym opisem, plemię Dana usiłowało początkowo osiedlić się na przybrzeżnym obszarze Kanaanu, ale z powodu wrogości Filistyńczyków zdołali utworzyć osiedla na przedgórzu Judei w Dolinie Sorek. Współczesna archeologia zlokalizowała to miejsce jako Mahaneh Dan („Obozy Dan”). W przybliżeniu obszar ten obejmuje tereny od Jafy na wybrzeżu do wzgórz Szefeli. W wyniku dalszej wrogości Filistynów, plemię Dan porzuciło nadzieję na zajęcie centralnego wybrzeża i przeniosło się na północ kraju.

## Pierścienie metropolii
Obszar Gusz Dan dzieli się wewnętrzny i zewnętrzny pierścień metropolii.
Wewnętrzny pierścień to Dystrykt Tel Awiwu i obejmuje miasta: Tel Awiw, Bat Jam, Holon, Ramat ha-Szaron, Ramat Gan, Giwatajim, Bene Berak, Herclijja, Or Jehuda, Giwat Szemu’el, Kirjat Ono oraz mniejsze miejscowości.
Zewnętrzny pierścień to większa część Dystryktu Centralnego i obejmuje miasta: Petach Tikwa, Hod ha-Szaron, Kfar Saba, Ra’ananna, Jehud-Monosson, Ramla, Lod, Riszon le-Cijjon, Nes Cijjona, Rechowot oraz wiele mniejszych miejscowości.

## Komunikacja
W obszarze Gusz Dan przecinają się wszystkie szlaki komunikacyjne Izraela. Przez ten obszar przechodzą wszystkie linie kolejowe Rakewet Jisra’el, pięć autostrad oraz wiele innych ważnych dróg krajowych.